# Toshiba TEC France Imaging Systems
Die Toshiba TEC France Imaging Systems SA ist eine französische Tochterfirma der japanischen Toshiba und vertreibt vor allem Bürohardware. Der Sitzt der Gesellschaft liegt in der 1 Rue Eugène et Armand Peugeot in Rueil-Malmaison. Bis zum 12. November 2018 war die 7 Rue Ampere BP 136 in Puteaux Sitz der Gesellschaft. 2020 hatte das Unternehmen einen Umsatz von 144 055 500 € gemacht. Im Jahr davor lag der Umsatz bei 151 819 000 €. Gegründet wurde das Unternehmen am 15. Februar 2001.